# Мишуков, Игорь Викторович
Игорь Викторович Мишуков (род. 28 апреля 1961, Зеленоград, РСФСР, СССР) — советский хоккеист, игравший на позиции нападающего.
Член клуба «Легенды Хоккея» (№ 30).
Форвард отыграл в «Спартаке» семь сезонов, провёл 268 матчей, в которых набрал 137 (102+35) очков.

## Достижения
(список неполный)
- Обладатель Кубка Шпенглера: 1989